# イトコルトルミット
イトコルトルミット (東グリーンランド語：Ittoqqortoormiit、西グリーンランド語：Illoqortormiut、Pronounced:発音: [itːoqːɔʁtɔːʁmiːt]）は、デンマーク王国グリーンランドの基礎的自治体セルメルソーク東部に位置する集落。旧称はスコルズビスーン（Scoresbysund）。人口は363人（2024年時点）。
旧称のスコルズビスーン（Scoresbysund）は北極探検家であり捕鯨者だったウィリアム・スコアズビーに由来する。彼は1822年に最初にこの地域の地図を作製した。現在の名称「イトコルトルミット」（Ittoqqortoormiit）は東グリーンランド語方言で「大きな家に住む人たち」を意味する。この地域はホッキョクグマ、ジャコウウシ、鰭脚類などの野生動物で知られている。

## 地理
グリーンランド東部、グリーンランド海に注ぐスコルズビスーンフィヨルドの北岸の河口近く、リバプールランド半島の東南端に位置する。

## 歴史

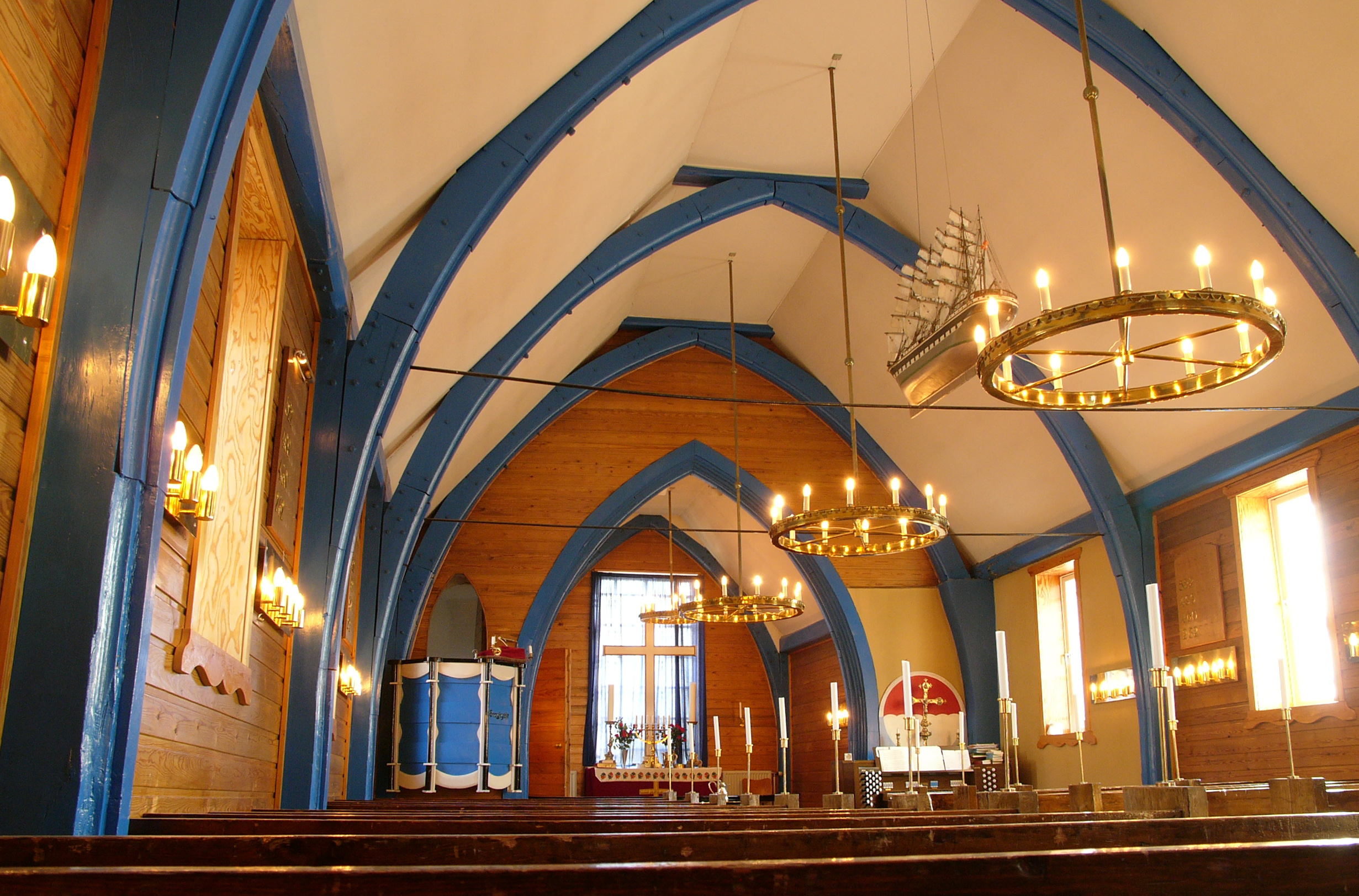
イトコルトルミットの教会

アイナー・ミケルセンと80人のイヌイット入植者（タシーラクから70名と西部グリーンランドからの4家族）により1925年に開かれた。彼らはGustav Holmという船でやって来て、北東グリーンランドの既に知られていたイヌイットの集落（Dødemandsbugten）から南に400キロメートル (249マイル)の所に入植した。（1823年開拓のClavering Ø南岸27 km (17マイル)にあり後年、Daneborg（英語）と改称）
当時の宗主国デンマークの北東グリーンランドへの関心の高まりにより、入植が促進された。同時に、植民地化にはタシーラクの悪化する生活条件を改善する狙いがあり、入植者達は多かれ少なかれ自発的に入植してきた。一帯は鰭脚類、セイウチ、イッカク、ホッキョクグマ、ホッキョクギツネが多く生息しており、すぐに繁栄した。
しかし、様々な廃墟や考古学遺物がその地域自体から、入植よりも前にイヌイットの人々が多く暮らす土地であったと証明している。

## 交通

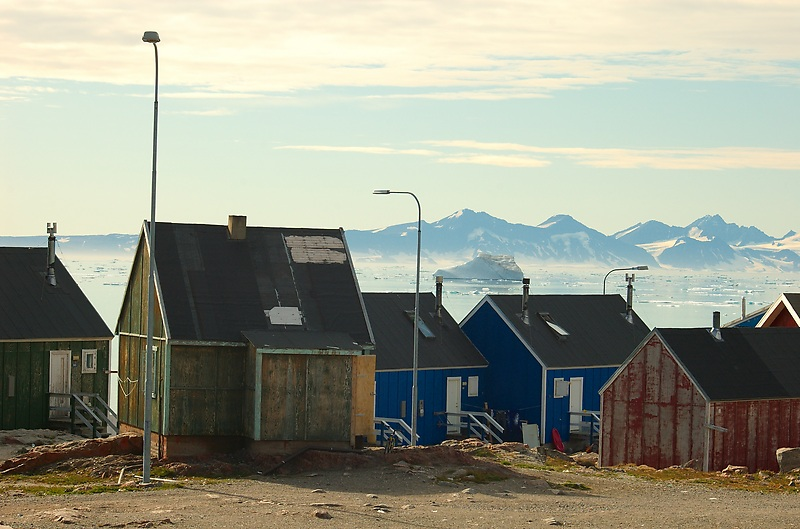
イトコルトルミットの家々

グリーンランドにおいて地理的に最も孤立した町のひとつである。この街のヘリポートとネレーリット・インアー空港を結んでエア・グリーンランドが乗客を運び、後者は1年のうち数ヵ月はボートでも行くことができる。南東グリーンランドのクルスクと同じく、同じ航空会社が毎週、レイキャヴィーク便を2便運航し、他の地域には、クルスク発着の迂回便を提供している。

## 経済
地元のハンターはクジラとホッキョクグマ狩りで生計を立てており、狩猟は現在に至るまで、この地域の重要な文化および経済の源でもある。肉や副産物はハンターの家計に直結しており、これらの取引は利益をもたらすとしても、季節による変動幅が大きく不安定である。
沿岸部に大量に生息するエビとカラスガレイは、海氷が乱獲を阻むため、結果として釣りはあまり盛んでない。
観光の重要性は年々、高まってきた。Uunarteqでは、住む者のいなくなった建物を転用して、地元住民が夏の間のコテージとして活用している。

## 国際関係

### 姉妹都市
- デンマーク、オールボー[4]

## 気候
イトコルトルミットはツンドラ気候（ケッペンの気候区分 ET）が特徴で冬は厳しく寒く夏は冷涼で、月平均気温は樹木が成長できる 10 °C (50 °F) というしきい値とほぼ等しい。これに年間平均気温 −5.0 °C (23.0 °F) も重なり、この町は地球上で人が恒久的に暮らす居住地で最も寒い場所の1つである。
2005年、通常は年間で最も寒い時期であるはずの2月22日午後、非常に暖かい気団と強力なフェーン現象の組み合わせが村の気温を押し上げ、一時的に +15.9 °C (60.6 °F)に達した。それでも、過去最高気温との差はカ氏5.1度に過ぎず、年間で4番目に温暖な月（9月の最高気温）を上回った。
| グリーンランド、イトコルトルミット（1991年–2020年）の気候 | グリーンランド、イトコルトルミット（1991年–2020年）の気候 | グリーンランド、イトコルトルミット（1991年–2020年）の気候 | グリーンランド、イトコルトルミット（1991年–2020年）の気候 | グリーンランド、イトコルトルミット（1991年–2020年）の気候 | グリーンランド、イトコルトルミット（1991年–2020年）の気候 | グリーンランド、イトコルトルミット（1991年–2020年）の気候 | グリーンランド、イトコルトルミット（1991年–2020年）の気候 | グリーンランド、イトコルトルミット（1991年–2020年）の気候 | グリーンランド、イトコルトルミット（1991年–2020年）の気候 | グリーンランド、イトコルトルミット（1991年–2020年）の気候 | グリーンランド、イトコルトルミット（1991年–2020年）の気候 | グリーンランド、イトコルトルミット（1991年–2020年）の気候 | グリーンランド、イトコルトルミット（1991年–2020年）の気候 |
| 月                                                        | 1月                                                       | 2月                                                       | 3月                                                       | 4月                                                       | 5月                                                       | 6月                                                       | 7月                                                       | 8月                                                       | 9月                                                       | 10月                                                      | 11月                                                      | 12月                                                      | 年                                                        |
| --------------------------------------------------------- | --------------------------------------------------------- | --------------------------------------------------------- | --------------------------------------------------------- | --------------------------------------------------------- | --------------------------------------------------------- | --------------------------------------------------------- | --------------------------------------------------------- | --------------------------------------------------------- | --------------------------------------------------------- | --------------------------------------------------------- | --------------------------------------------------------- | --------------------------------------------------------- | --------------------------------------------------------- |
| 最高気温記録 °C （°F）                                    | 13.5 (56.3)                                               | 15.9 (60.6)                                               | 6.4 (43.5)                                                | 9.2 (48.6)                                                | 9.5 (49.1)                                                | 17.7 (63.9)                                               | 18.5 (65.3)                                               | 21.0 (69.8)                                               | 13.0 (55.4)                                               | 8.9 (48)                                                  | 9.7 (49.5)                                                | 7.5 (45.5)                                                | 21.0 (69.8)                                               |
| 平均最高気温 °C （°F）                                    | −9.4 (15.1)                                               | −10.2 (13.6)                                              | −9.7 (14.5)                                               | −4.8 (23.4)                                               | 0.8 (33.4)                                                | 6.1 (43)                                                  | 9.4 (48.9)                                                | 8.6 (47.5)                                                | 3.9 (39)                                                  | −2.3 (27.9)                                               | −6.3 (20.7)                                               | −8.8 (16.2)                                               | −1.89 (28.6)                                              |
| 日平均気温 °C （°F）                                      | −12.9 (8.8)                                               | −13.5 (7.7)                                               | −13.2 (8.2)                                               | −8.5 (16.7)                                               | −2.1 (28.2)                                               | 2.8 (37)                                                  | 6.0 (42.8)                                                | 5.6 (42.1)                                                | 1.5 (34.7)                                                | −4.6 (23.7)                                               | −9.2 (15.4)                                               | −12.0 (10.4)                                              | −5.01 (22.97)                                             |
| 平均最低気温 °C （°F）                                    | −16.2 (2.8)                                               | −17.1 (1.2)                                               | −17.1 (1.2)                                               | −12.6 (9.3)                                               | −5.2 (22.6)                                               | −0.2 (31.6)                                               | 2.6 (36.7)                                                | 2.7 (36.9)                                                | −0.7 (30.7)                                               | −6.8 (19.8)                                               | −11.9 (10.6)                                              | −15.3 (4.5)                                               | −8.15 (17.33)                                             |
| 最低気温記録 °C （°F）                                    | −36.9 (−34.4)                                             | −36.6 (−33.9)                                             | −40.5 (−40.9)                                             | −33.5 (−28.3)                                             | −18.3 (−0.9)                                              | −7.1 (19.2)                                               | −3.5 (25.7)                                               | −3.5 (25.7)                                               | −8.0 (17.6)                                               | −19.3 (−2.7)                                              | −25.1 (−13.2)                                             | −30.0 (−22)                                               | −40.5 (−40.9)                                             |
| 降水量 mm （inch）                                        | 63.2 (2.488)                                              | 62.6 (2.465)                                              | 42.4 (1.669)                                              | 26.8 (1.055)                                              | 20.3 (0.799)                                              | 12.0 (0.472)                                              | 28.3 (1.114)                                              | 37.3 (1.469)                                              | 68.0 (2.677)                                              | 56.1 (2.209)                                              | 42.7 (1.681)                                              | 57.1 (2.248)                                              | 516.8 (20.346)                                            |
| 平均降水日数 （≥1.0 mm）                                  | 6                                                         | 7                                                         | 6                                                         | 5                                                         | 3                                                         | 3                                                         | 5                                                         | 5                                                         | 5                                                         | 4                                                         | 6                                                         | 5                                                         | 66                                                        |
| 平均月間日照時間                                          | 1                                                         | 31                                                        | 108                                                       | 205                                                       | 251                                                       | 291                                                       | 278                                                       | 229                                                       | 142                                                       | 71                                                        | 8                                                         | 0                                                         | 1,583                                                     |
| 出典1：デンマーク気象協会（sun 1982–1999）                |                                                           |                                                           |                                                           |                                                           |                                                           |                                                           |                                                           |                                                           |                                                           |                                                           |                                                           |                                                           |                                                           |
| 出典2：NOAA（降水日数 1961年–1990年）                     |                                                           |                                                           |                                                           |                                                           |                                                           |                                                           |                                                           |                                                           |                                                           |                                                           |                                                           |                                                           |                                                           |

## 人口
人口は過去20年間に変動を重ね、2006年時点からほぼ35％減少した。
イトコルトルミットの人口動態、1991年–2020年。典拠：グリーンランド統計局（英語）